# Aleksandr Stepanov
Aleksandr Vyacheslavovich Stepanov (tiếng Nga: Александр Вячеславович Степанов; sinh ngày 5 tháng 6 năm 1996) là một cầu thủ bóng đá người Nga. Anh thi đấu cho F.K. Volgar Astrakhan.

## Sự nghiệp câu lạc bộ
Anh có màn ra mắt tại Giải bóng đá chuyên nghiệp quốc gia Nga cho F.K. Dynamo-2 Moskva vào ngày 20 tháng 7 năm 2016 trong trận đấu với FC Tekstilshchik Ivanovo.